# God uit de machine
God uit de machine (Engelse titel: The Final Programme) is een sciencefictionroman van de Britse schrijver Michael Moorcock uit 1966. het maakt deel uit van een serie boeken rondom de muzikant Jerry Cornelius. Die serie, waarin de boeken onregelmatig verschijnen, loopt tot op de dag van vandaag door. Het verhaal speelt zich af in eind jaren 60 van de 20e eeuw. Zoot Money, The Who, David Bowie en de Moody Blues zijn op de radio te horen en ook de diskjockey  Symphony Sid wordt aangehaald.  Moorcock was diep geworteld in de popmuziek; hij zou later deel uitmaken van de underground/spacerockband Hawkwind. Die band had ook soms de computer als thema van hun teksten. Meer bindingen met de popmuziek zijn terug te vinden in het aanhalen van Angkor Wat, het tempelcomplex in Cambodja. Een aantal popmusici had hun visie destijds gericht op Oosterse wijsheden, zie bijvoorbeeld The Beatles.

## Synopsis
Hoofdpersoon is de popmuzikant Jerry Cornelius. Hij in een zoon van een wetenschapper, die bezig was met de ontwikkeling van een supercomputer. Jerry wil het werk van zijn vader voorzetten, maar wordt daarin gedwarsboomd door zijn broer Frank, die als premiemiddel het leven van beider zuster Catharine inzet. Hij houdt haar gegijzeld in Normandië, alwaar het kasteel van de familie staat. Om de papieren op te kunnen halen schakelt Jerry een aantal personen in waarvan Miss Brunner de belangrijkste. Zij is een enigszins dominante vrouw op welk gebied dan ook. Terwijl Jerry’s belangstelling vooral uitgaat naar die grote computer, gaat de belangstelling van Miss Brunner uit naar het scheppen van de perfecte mens. Beide zaken komen samen als Jerry en Miss Brunner samensmelten tot één figuur. Die wordt onmiddellijk aanbeden door een grote schare “fans”.
Het verhaal is in het begin gestructureerd en bevat dan weinig sciencefiction. De inbraak om de benodigde gegevens te verkrijgen is gedetailleerd weergeven. Het slot van het boek en uiteindelijk plot daarentegen wordt in een paar bladzijden weergegeven.